# Antonio Andretta
Antonio Andretta (Tombolo, 31 gennaio 1909 – Cittadella, 25 aprile 1966) è stato un ciclista su strada italiano, attivo come indipendente e professionista dal 1931 al 1935.

## Carriera
Da indipendente con la Società Ciclisti Padovani e con il Veloce Club Vicenza riuscì ad aggiudicarsi per due volte sia la Coppa San Vito che la Astico-Brenta, oltre al prestigioso Criterium d'Apertura a Milano.
Passato professionista nel 1934 con la Legnano, rimase nella categoria solo per una stagione, mostrando tuttavia buone qualità: si aggiudicò infatti una frazione del Giro del Lazio, la tappa che da Rieti arrivava a Viterbo. Fece bene quell'anno anche al Giro d'Italia, corso in appoggio principalmente di Alfredo Binda: fu terzo nella quattordicesima tappa, che da Bologna andava a Ferrara, una cronometro individuale di 59 km, battuto solo da Learco Guerra e da Giuseppe Olmo, mentre fu secondo il giorno dopo dietro al compagno Fabio Battesini nella frazione che terminava a Trieste.

## Palmarès
- 1928 (dilettanti)

Coppa San Vito
- 1931 (dilettanti)

Coppa San Vito
Astico-Brenta
- 1932 (dilettanti)

Criterium d'Apertura
- 1933 (dilettanti)

1ª tappa Giro del Lazio (Roma > Viterbo)
4ª tappa Giro del Lazio (Formia > Roma)
Astico-Brenta
- 1934 (Legnano, una vittoria)

2ª tappa Giro del Lazio (Rieti > Viterbo)

## Piazzamenti

### Grandi Giri
- Giro d'Italia

1933: 36º
1934: 36º
1935: ritirato

### Classiche monumento
- Milano-Sanremo

1935: 27º
- Giro di Lombardia

1932: 28º